# Peralia hermanni
Peralia hermanni är en tvåvingeart som först beskrevs av Krober 1911.  Peralia hermanni ingår i släktet Peralia och familjen stilettflugor. Inga underarter finns listade i Catalogue of Life.